# Stenamma kashmirense
Stenamma kashmirense är en myrart som beskrevs av Baroni Urbani 1977. Stenamma kashmirense ingår i släktet Stenamma och familjen myror. Inga underarter finns listade i Catalogue of Life.